# Елсе Алфелт
Елсе Алфелт (дан. Else Alfelt; Копенхаген, 16. септембар 1910 — Копенхаген, 9. август 1974) је била данска сликарка, рођена и умрла у Копенхагену. Она је једна од две жене које су спадале у уметнички покрет под називом КОБРА. Била је жена сликара Карла-Хенинга Педерсена, који је такође био члан Кобре.
Алфелтова почиње своју уметничку каријеру, а да никад није имала нормално уметничко образовање. Била је самоука. Она веома рано почиње да шаље своје радове разним данским уметницима, почевши од 1929, али је они не признају све до 1936. Два њена натуралистичка портрета су добро оцењена и тек 1936 бива призната. Ускоро после тог догађаја, она мења стил сликања у апстрактно. Каснијих 1940-их придружује се покрету Кобра.
Алфелтовини радови често обухватају геометријске облике као што су спирале, планине и сфере као истицање „унутрашњег простора“. Осим слика урадила је и пар мозаика. Када је сликала портете њен муж би обично позирао за њу.
1961. добија награду "Tagea Brandt Rejselegat".